# Lista de singles número um na Billboard Hot 100 em 2012

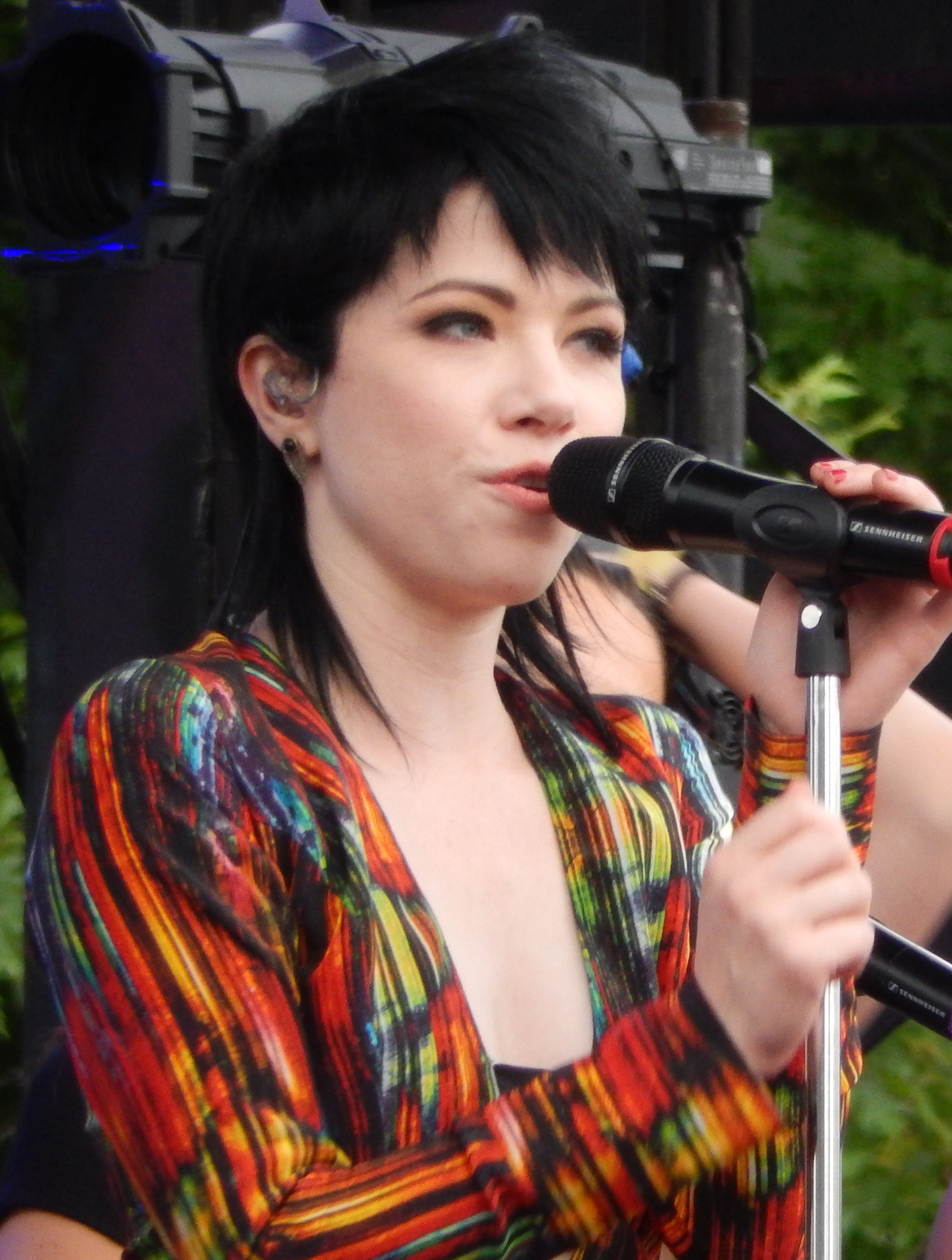
Com sua primeira canção no número um, "Call Me Maybe", Carly Rae Jepsen teve a maior permanência no topo da Billboard Hot 100 em 2012, totalizando nove semanas consecutivas.

A lista dos singles número um na Billboard Hot 100 em 2012 foi publicada pela revista norte-americana Billboard, sendo que os dados são recolhidos pela Nielsen SoundScan e baseados em cada venda semanal física e digital, além da popularidade da canção nas rádios e o fluxo de média na Internet. Durante o decorrer do ano, treze foram os singles que atingiram o topo da tabela nas 52 edições da revista. 
Em 2012, seis artistas ganharam um primeiro single número um no Norte da América, nomeadamente Fun, Janelle Monáe, Gotye, Kimbra, Carly Rae Jepsen e Taylor Swift. Jepsen foi a artista feminina com mais semanas consecutivas na tabela, num total de nove com o seu tema "Call Me Maybe" e pelo mesmo número de vezes, a banda Maroon 5 com "One More Night" empatou a cantora com maior permanência na primeira posição durante o ano.
"Sexy and I Know It" foi o primeiro número um do ano, pertencente à dupla LMFAO, permanecendo por duas semanas consecutivas no topo. "We Found Love", de Rihanna com Calvin Harris, também alargou o seu número de edições na liderança da tabela musical, com mais duas semanas, tornando-se o single da cantora com maior permanência desde sempre (num total de dez semanas não-consecutivas). "Locked Out of Heaven", de Bruno Mars, fechou o ciclo do ano. Outros singles com um número alargado de semanas no topo foram "Somebody That I Used to Know", de Gotye e Kimbra, que permaneceu oito semanas na primeira posição e ficou listado como o mais vendido do ano, "We Are Young", da banda Fun com Janelle Monáe, por seis semanas consecutivas e "Stronger (What Doesn't Kill You)", de Kelly Clarkson, "We Are Never Ever Getting Back Together", de Taylor Swift, e "Diamonds", de Rihanna, por outras três edições.
Outros destaques de 2012 nas publicações da Billboard Hot 100 incluem Adele, que além de duas semanas no topo com "Set Fire to the Rain", conseguiu ser a primeira artista feminina a ter três canções nas dez mais vendidas da Hot 100 como cantora principal. Rihanna, que com "Diamonds" tornou-se a sétima artista em 54 anos de história da revista a conseguir alcançar doze registos na liderança da tabela musical, superou a cantora Whitney Houston e conseguiu empatar com Madonna e The Supremes em quarto lugar com mais obras no topo da publicação.

## Histórico

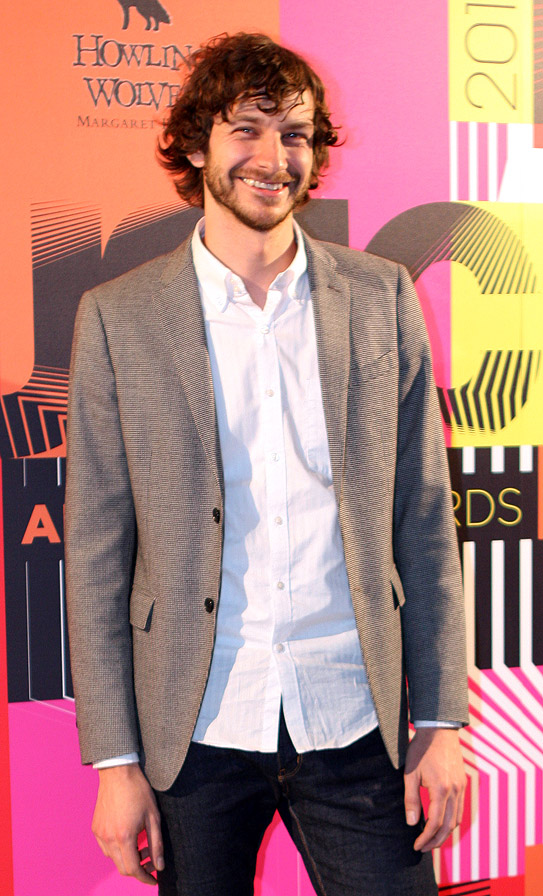
O belga-australiano Gotye possui o single mais vendido de 2012 com "Somebody That I Used to Know", que permaneceu na liderança durante oito semanas consecutivas, entre abril e junho.

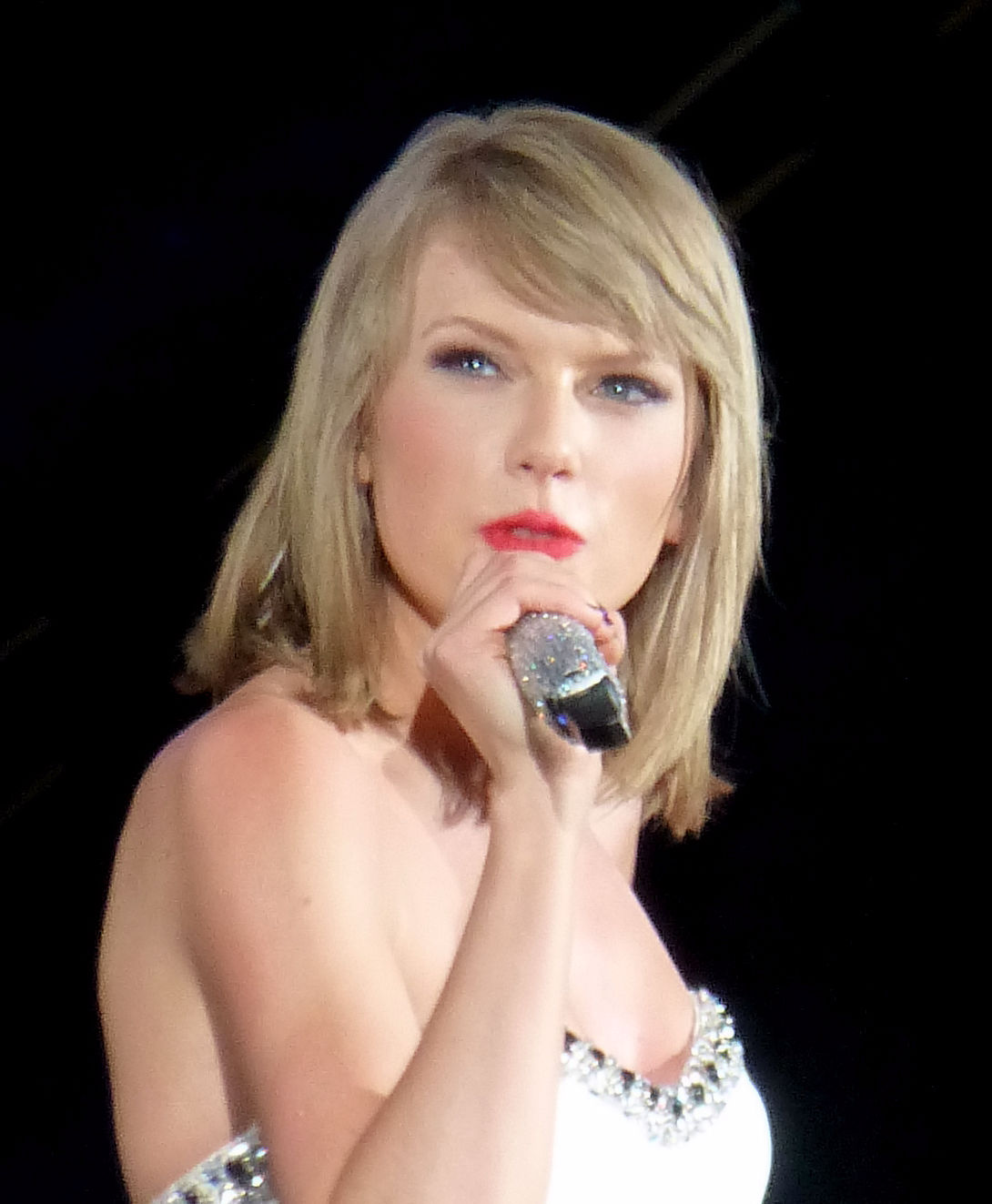
Taylor Swift ganhou sua primeira música número um na parada com "We Are Never Ever Getting Back Together".

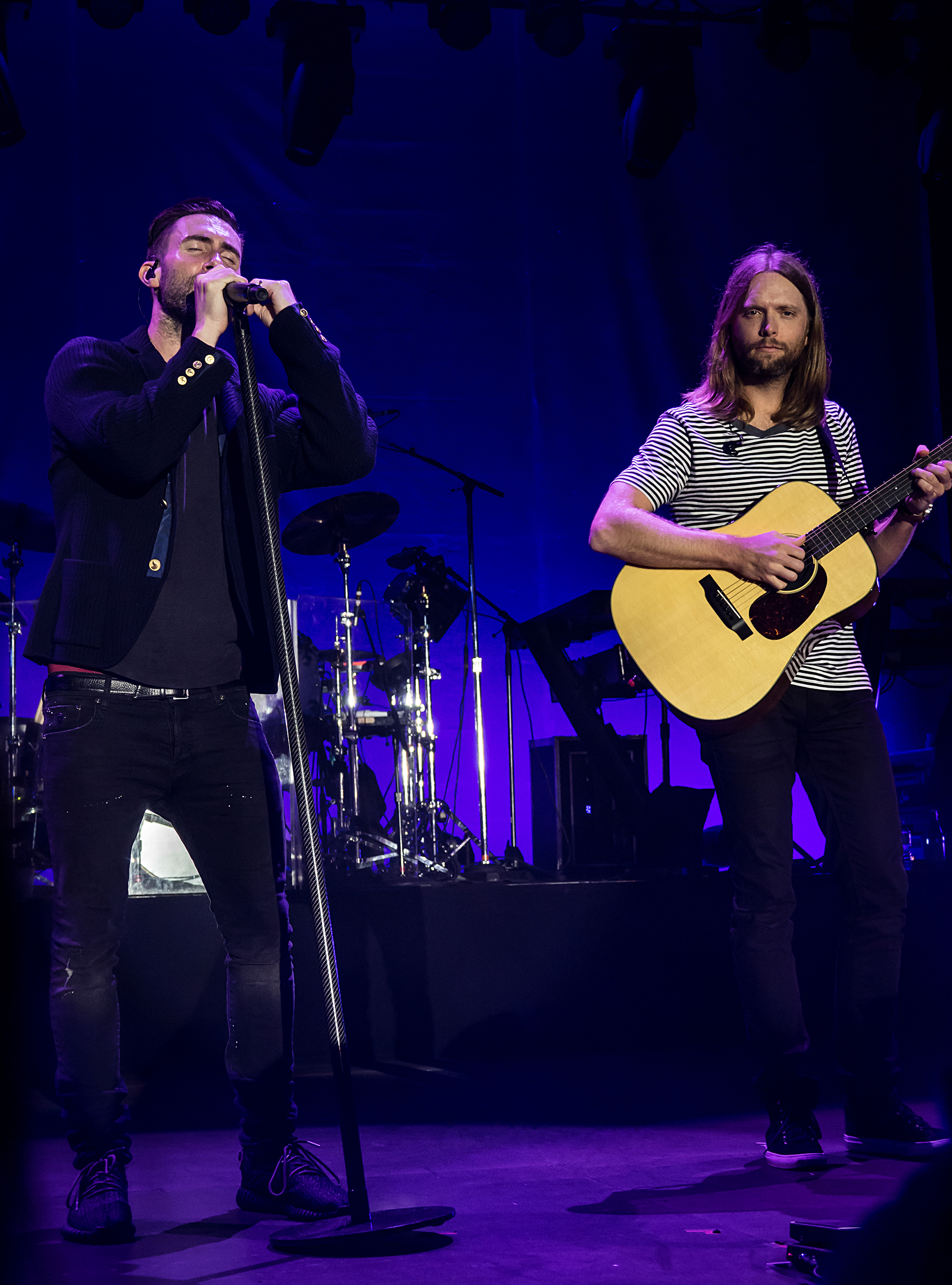
"One More Night" fez Maroon 5 empatar com Jepsen entre os artistas com mais semanas na liderança da Hot 100, contudo terminou o ano na décima oitava posição nas contas totais.

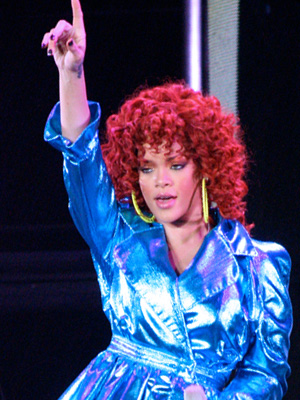
Com "Diamonds", a barbadense Rihanna (foto) igualou-se a Madonna e The Supremes no segundo lugar entre as artistas femininas com maior número de singles no topo da tabela, totalizando doze registos. "We Found Love" terminou 2012 em oitavo lugar na lista dos mais vendidos e somou mais duas semanas às oito conseguidas em 2011.

| Data            | Canção                                    | Artista(s)                | Referência(s) |
| --------------- | ----------------------------------------- | ------------------------- | ------------- |
| 7 de Janeiro    | "Sexy and I Know It"                      | LMFAO                     | [ 5 ]         |
| 14 de Janeiro   | "Sexy and I Know It"                      | LMFAO                     | [ 6 ]         |
| 21 de Janeiro   | "We Found Love"                           | Rihanna com Calvin Harris | [ 7 ]         |
| 28 de Janeiro   | "We Found Love"                           | Rihanna com Calvin Harris | [ 1 ]         |
| 4 de Fevereiro  | "Set Fire to the Rain"                    | Adele                     | [ 8 ]         |
| 09 de Fevereiro | "Set Fire to the Rain"                    | Adele                     | [ 9 ]         |
| 18 de Fevereiro | "Stronger (What Doesn't Kill You)"        | Kelly Clarkson            | [ 10 ]        |
| 25 de Fevereiro | "Stronger (What Doesn't Kill You)"        | Kelly Clarkson            | [ 11 ]        |
| 3 de Março      | "Part of Me"                              | Katy Perry                | [ 3 ]         |
| 10 de Março     | "Stronger (What Doesn't Kill You)"        | Kelly Clarkson            | [ 12 ]        |
| 17 de Março     | "We Are Young"                            | Fun com Janelle Monáe     | [ 13 ]        |
| 24 de Março     | "We Are Young"                            | Fun com Janelle Monáe     | [ 14 ]        |
| 31 de Março     | "We Are Young"                            | Fun com Janelle Monáe     | [ 15 ]        |
| 7 de Abril      | "We Are Young"                            | Fun com Janelle Monáe     | [ 16 ]        |
| 14 de Abril     | "We Are Young"                            | Fun com Janelle Monáe     | [ 17 ]        |
| 21 de Abril     | "We Are Young"                            | Fun com Janelle Monáe     | [ 18 ]        |
| 28 de Abril     | "Somebody That I Used to Know"            | Gotye com Kimbra          | [ 19 ]        |
| 5 de Maio       | "Somebody That I Used to Know"            | Gotye com Kimbra          | [ 20 ]        |
| 12 de Maio      | "Somebody That I Used to Know"            | Gotye com Kimbra          | [ 21 ]        |
| 19 de Maio      | "Somebody That I Used to Know"            | Gotye com Kimbra          | [ 22 ]        |
| 26 de Maio      | "Somebody That I Used to Know"            | Gotye com Kimbra          | [ 23 ]        |
| 2 de Junho      | "Somebody That I Used to Know"            | Gotye com Kimbra          | [ 24 ]        |
| 9 de Junho      | "Somebody That I Used to Know"            | Gotye com Kimbra          | [ 25 ]        |
| 16 de Junho     | "Somebody That I Used to Know"            | Gotye com Kimbra          | [ 26 ]        |
| 23 de Junho     | "Call Me Maybe"                           | Carly Rae Jepsen          | [ 27 ]        |
| 30 de Junho     | "Call Me Maybe"                           | Carly Rae Jepsen          | [ 28 ]        |
| 7 de Julho      | "Call Me Maybe"                           | Carly Rae Jepsen          | [ 29 ]        |
| 14 de Julho     | "Call Me Maybe"                           | Carly Rae Jepsen          | [ 30 ]        |
| 21 de Julho     | "Call Me Maybe"                           | Carly Rae Jepsen          | [ 31 ]        |
| 28 de Julho     | "Call Me Maybe"                           | Carly Rae Jepsen          | [ 32 ]        |
| 4 de Agosto     | "Call Me Maybe"                           | Carly Rae Jepsen          | [ 33 ]        |
| 11 de Agosto    | "Call Me Maybe"                           | Carly Rae Jepsen          | [ 34 ]        |
| 18 de Agosto    | "Call Me Maybe"                           | Carly Rae Jepsen          | [ 35 ]        |
| 25 de Agosto    | "Whistle"                                 | Flo Rida                  | [ 36 ]        |
| 1 de Setembro   | "We Are Never Ever Getting Back Together" | Taylor Swift              | [ 37 ]        |
| 8 de Setembro   | "We Are Never Ever Getting Back Together" | Taylor Swift              | [ 38 ]        |
| 15 de Setembro  | "Whistle"                                 | Flo Rida                  | [ 39 ]        |
| 22 de Setembro  | "We Are Never Ever Getting Back Together" | Taylor Swift              | [ 40 ]        |
| 24 de Setembro  | "One More Night"                          | Maroon 5                  | [ 41 ]        |
| 6 de Outubro    | "One More Night"                          | Maroon 5                  | [ 42 ]        |
| 13 de Outubro   | "One More Night"                          | Maroon 5                  | [ 43 ]        |
| 20 de Outubro   | "One More Night"                          | Maroon 5                  | [ 44 ]        |
| 27 de Outubro   | "One More Night"                          | Maroon 5                  | [ 45 ]        |
| 3 de Novembro   | "One More Night"                          | Maroon 5                  | [ 46 ]        |
| 10 de Novembro  | "One More Night"                          | Maroon 5                  | [ 47 ]        |
| 17 de Novembro  | "One More Night"                          | Maroon 5                  | [ 48 ]        |
| 24 de Novembro  | "One More Night"                          | Maroon 5                  | [ 49 ]        |
| 1 de Dezembro   | "Diamonds"                                | Rihanna                   | [ 4 ]         |
| 8 de Dezembro   | "Diamonds"                                | Rihanna                   | [ 50 ]        |
| 15 de Dezembro  | "Diamonds"                                | Rihanna                   | [ 51 ]        |
| 22 de Dezembro  | "Locked Out of Heaven"                    | Bruno Mars                | [ 52 ]        |
| 29 de Dezembro  | "Locked Out of Heaven"                    | Bruno Mars                | [ 53 ]        |